# Asaita
Asaita je grad na sjeveroistoku Etiopije, do 2007. je bio sjedište regije Afar. Nalazi se u woredi Afambo u Upravnoj zoni 1, leži na nadmorskoj visini od 300 metara, na kordinatama 11°34′N 41°26′E / 11.567°N 41.433°E.
Pored grada teče rijeka Avaš koja se upravo kod grada račva na dva kanala na svom putu do skupine od dvadesetak slanih jezera na rubu Danakilske pustinje,  uz granicu s Džibutijem. Najveća jezera u toj skupini su Gemeri i Jezero Abe između kojih se nalazi močvara, stanište brojnih ptica i divljih životinja.
Prema podacima Središnje statističke agencije Etiopije za 2005., Asaita je imala ukupno 22.718, stanovnika (12.722 muškaraca i 9.996 žena).

## Povijest
Asaita je prošlosti bio sjedište Sultanata Ausa, koji je od polovice 16. st. do kraja 17. st. bio najmoćnija država afarskog naroda. Današnja Asaita nema više takav značaj, do grada vodi 50 km duga makadamska cesta, koja skreće od glavne magistralne ceste Avaš - Aseb. Zato se i novi regionalni centar Semera koji u potpunosti treba zamijeniti Asaitu, gradi na magistralnoj cesti.
Ono što je gotovo paradoksalno je da je rijeka Avaš koja kod Asaita zapravo da jedva da ima vode na dnu korita veći dio godine, dva puta je plavila Asaitu i to u kolovozu 1954., i u rujnu 1998.